# Maksim Kiselyov (cầu thủ bóng đá, sinh 1995)
Bản mẫu:Eastern Slavic name
Maksim Vadimovich Kiselyov (tiếng Nga: Максим Вадимович Киселёв; sinh ngày 30 tháng 1 năm 1995) là một cầu thủ bóng đá người Nga thi đấu cho FC Sibir Novosibirsk.

## Sự nghiệp câu lạc bộ
Anh có màn ra mắt tại Giải bóng đá chuyên nghiệp quốc gia Nga cho FC Sibir-2 Novosibirsk vào ngày 22 tháng 9 năm 2015 trong trận đấu với FC Yakutiya Yakutsk.